# Juan de Benavides Bazán
Juan de Benavides Bazán (Úbeda, ?-Sevilla, 18 de mayo de 1634) fue un marino español, II marqués de Jabalquinto y sobrino nieto de Álvaro de Bazán.

## Biografía
Nombrado almirante entre 1615 y 1620, y general de la Flota de Indias desde 1620, sin haber intervenido en ninguna batalla o acción naval importante.
En septiembre de 1628, ejerciendo su cargo de general de la Flota de Indias procedente de Nueva España, esta fue atacada en la que sería la batalla de la Bahía de Matanzas, en Cuba, por la flota holandesa de Piet Hein, abandonando los barcos y dejando sus tesoros en manos de los holandeses, que lograron una cuantiosa fortuna. Juan de Benavides Bazán, apenas desembarcó en Sanlúcar de Barrameda a mediados de 1629 fue arrestado y enviado a Carmona donde estuvo preso, aunque no se sabe si en el alcázar o en la cárcel pública. Allí permaneció por espacio de casi cinco años en condiciones penosas, hasta que fue ejecutado por decapitación el 18 de mayo de 1634 en Sevilla.
Contrajo matrimonio con Isabel de la Cueva y Benavides, sucediéndolo su hija Isabel de Benavides en el título del marquesado de Jabalquinto.